# Джаясімха
Джаясімха (*гінді जयसिँह д/н — 1155) — самраат Кашмірської держави в 1128—1155 роках.

## Життєпис
Походив з Другої династії Лохара. Син самраата Суссали. 1123 року Джаясімху було оголошено володарем, але батько зберіг усю владу. 1128 року за підтримки дамарів повалив Суссалу. Потім до 1157 року
боровся проти колишнього самраата Бхікшакари, якого зрештою здолав. В цей час стриєчний брат Лотара захопив владу в князівстві Лохара. Протягом наступних років вів боротьбу проти останнього та
його братів, а згодом — проти бунтівних дамарів (феодалів), які виставляли послідовно 5 претендентів на владу. Лише 1145 року остаточно зміцнив владу в Кашмірі. На чолі Лохара поставив малолітнього сина Гулхану.
Багато зробив для відродження господарства, міст, торгівлі. Водночас при ньому відновлювалися шиваїстські (Рілханешвари) та буддистські (віхара в Бхалеракапрапі, ступа в Паріхасапурі) храми. Заснував міста Бхуттапура і Сініхапура. Підтримував Кальхану, який за час його панував написав історичний твір «Раджатарангіні», Манкхану (автора поеми «Шрікантхачаріта»).
Втрутився у справи князівства  Дарда (на півночі), скориставшись політичною нестабільністю, яка почалася зі смертю дружнього Кашміру раджи Яшодхари. Два колишні міністри цього правителя – Пар'юка та Віддасіха – вступили у боротьбу за владу в країні. Джаясімха розпочав військову кампанію з метою надання допомоги Віддасісі, але ззанав поразки.
Загинув 1155 року внаслідок змови знатного роду Турушків. Трон перейшов до його сина Парамануки, з часу якого відбувається поступовий занепад внаслідок нездарості та марнотратства.